# Longham
Longham – wieś w Anglii, w hrabstwie Norfolk, w dystrykcie Breckland. Leży 30 km na zachód od Norwich i 150 km na północny wschód od Londynu.
W 2001 miejscowość liczyła 219 mieszkańców.